# Myndus adozieri
Myndus adozieri är en insektsart som beskrevs av Kramer 1979. Myndus adozieri ingår i släktet Myndus och familjen kilstritar. Inga underarter finns listade i Catalogue of Life.